# أغرا (إيطاليا)
أغرا مدينة وبلدية في مقاطعة فريزة، منطقة لومبارديا شمال إيطاليا.

## روابط خارجية
- Comunità Montana Valli del Luinese